# Mesocicló

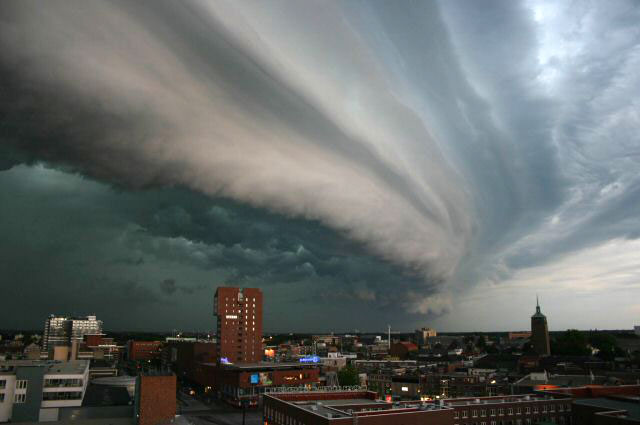
mesociclons sobre Enschede, Països Baixos.

Un  mesocicló  és un vòrtex d'aire, aproximadament de 2 a 10 km de diàmetre (mesoescala en meteorologia), dins d'una tempesta convectiva.
És a dir, aire que puja i trencada en eix vertical, usualment en la mateixa direcció com ho fan els sistemes de baixa pressió en un hemisferi donat. Són majorment ciclònics, és a dir, associat amb una regió localitzada de baixa pressió dins d'una tempesta elèctrica. Aquestes tempestes poden generar vents de superfície forts i severa calamarsa. Els mesociclons freqüentment ocorren junts amb ascensos a una supercèl·lula, on els tornados podrien formar-se.
Els mesociclons normalment estan relativament localitzats: es troben entre (escala meteorològica sinòptica) de centenars de km i (petita escala) de centenars de metres.

## Identificació

Ecos garfi formant-se i dissipant-se prop de Kansas City, Missouri

La millor manera de detectar i verificar la presència d'un mesocicló és amb un radar meteorològic. Tal és així que la paraula  mesocicló  s'associa amb la terminologia del "radar meteo". Els mesociclons freqüentment s'identifiquen en els flancs d'una supercèl·lula tempestuosa i en els fronts de tempesta, i poden distingir pel patró d'ecos en garfi que apareix en el radar Doppler.
Algunes pistes com ara tornados poden suggerir la presència de mesociclons. Aquesta és la raó de per què el terme tornado ha estat usat per la seva relació amb les característiques rotatòries de les tempestes severes, per referir-se als mesociclons.

## Formació

La cizalladura vertical (vermell) posa l'aire a girar (verd).

El corrent ascendent (blau) s'inclina a l'aire en gir cap amunt.

El corrent ascendent comença a girar.

Es creu que els mesociclons es formen per canvis forts de la velocitat o direcció del vent amb l'altura (conjunts de "cisallament del vent"), amb la part inferior de l'atmosfera girant en rotllos invisibles com tubs. El corrent convectiva d'una tempesta es pensa després que s'acosta a l'aire girant, inclinant l'orientació dels tubs cap amunt (de paral·lel a terra a perpendicular) i causant l'ascens íntegre per a rotar com una columna vertical.
Així el corrent ascendent trencat, pot formar una paret de núvols, una capa giratòria de núvols descendint del mesocicló. Aquesta paret tendeix a estrènyer en la seva formació cap al centre del mesocicló. En descendir, un núvol en forma de túnel pot formar-se en el seu centre. I aquest és el primer estadi de la formació d'un tornado.

## Formació del tornado
Es creu que la presència d'un mesocicló és el factor clau en la formació d'un fort tornado associat amb tempestes severes. Els tornados típicament es formen en el pic d'intensitat de la tempesta, en començar a decaure. Això és a causa del momentum i buit construït per les grans masses d'aire ascendint dins de l'atmosfera superior, causant un efecte sifó més a prop de la terra. Si el corrent està restringit, tota la tempesta s'alimenta de petites bosses d'aire calent romanent en terra.
La contrapressió creada en córrer l'aire calent, xuclada de la base de la tempesta contra la terra (i una paret de núvol). Així, l'aire calent de la superfície està prop d'acabar, tot el límit de la tempesta i la gran paret de núvol sifoneja aire de 2 km o menys de diàmetre cap a la terra, formant un tornado. Si hi ha un moderat subministrament d'aire calent disponible davant de la tempesta, aquesta pot desenvolupar-se en tornado per algun temps. Si cessa l'aire calent, al cap de poc la tempesta essencialment xoca amb si mateixa i gradualment mor.